# Послушниці (фільм)
«Послушниці» (фр. Les Novices) — французька кінокомедія 1970 року режисера Гая Казаріла. Історія про монашку, яка встає на стежку гріха, яку прийнято вважати найдавнішою професією, викликала великий переполох, але, тим не менш, режисеру вдалося уникнути вульгарності в такій слизькій темі і зробити добротну комедію.

## Сюжет
Монахиня Агнеса біжить зі своєї домівки в Париж не з місіонерською місією, а зовсім навпаки. Доля зводить її з повією Мона Лізою. Легкий і невибагливий сюжет поступово наповнюється все більшим числом комічних ситуацій.

## У ролях
- Бріжіт Бардо — Агнес
- Анні Жирардо — Мона Ліза
- Жан Карме — клієнт з собакою
- Жак Дубі — водій швидкої допомоги
- Джесс Ган — американець
- Жак Жуаняу — клієнт Мони Лізи
- Ноел Роквер — садист